# 1862 a tudományban
Az 1862. év a tudományban és a technikában.

## Biológia
- Megjelenik Pieter Bleeker holland orvos és ichtiológus Kelet-Ázsia halfajairól készített hatalmas munkája, az Atlas Ichthyologique des Orientales Neerlandaises (1862–1877) első kötete
- Charles Darwin: On the Various Contrivances by which British and Foreign Orchids are Fertilised by Insects, and on the Good Effects of Intercrossing (London)

## Születések
- január 23. – David Hilbert német matematikus († 1943)
- április 11. – William Wallace Campbell amerikai csillagász († 1938)
- június 5. – Allvar Gullstrand fiziológiai és orvostudományi Nobel-díjas svéd szemorvos († 1930)
- június 7. – Lénárd Fülöp (németül Philipp Eduard Anton (von) Lenard) Nobel-díjas fizikus, egyetemi tanár († 1947)
- július 2. – William Henry Bragg Nobel-díjas angol fizikus, kémikus († 1942)
- szeptember 1. – Kövesligethy Radó csillagász, geofizikus, az MTA tagja, világszerte elismert földrengéskutató († 1934)
- október 19. – Auguste Lumière francia mérnök. Testvérével együtt feltalálóként és filmkészítőként korszakalkotó szerepet játszott a film történetben († 1954)
- november 26. – Stein Aurél magyar származású Kelet-kutató, az MTA tiszteleti tagja, aki brit alattvalóként lett világhírű († 1943)

## Halálozások
- február 3. – Jean-Baptiste Biot francia csillagász, fizikus, matematikus (* 1774)
- április 3. – James Clark Ross brit tengerésztiszt, sarkkutató (* 1800)
- december 21. – Karl Kreil osztrák meteorológus és csillagász (* 1798)
- Joseph-Alphonse Adhémar francia matematikus (* 1797)
- Prosper Menière francia orvos